# Fanteria d'arresto
La fanteria d'arresto era una specialità dell'Arma di fanteria dell'Esercito Italiano.

## Storia
Fu istituita nel 1962, per trasformazione dei precedenti battaglioni da posizione via via creati a partire dal 1951 al fine di presidiare le opere di difesa permanenti, poste lungo il confine italiano con l'Austria e l'allora Jugoslavia, in previsione di un attacco delle truppe del Patto di Varsavia.
Questo tipo di attività di difesa prima della seconda guerra mondiale fu compito del corpo della Guardia alla frontiera che presiedeva tutto il sistema fortificato Italiano chiamato "Vallo Alpino"; dopo la guerra i suoi compiti vennero "di fatto" ereditati dalla Fanteria d'arresto e dagli Alpini d'arresto, a seconda del territorio di competenza; mentre, però, le linee fortificate della Guardia alla frontiera poterono essere riutilizzate dagli alpini, per la fanteria si dovette ricorrere alla costruzione di nuove linee essendo il confine d'Italia spostatosi a ovest dopo il 1945.

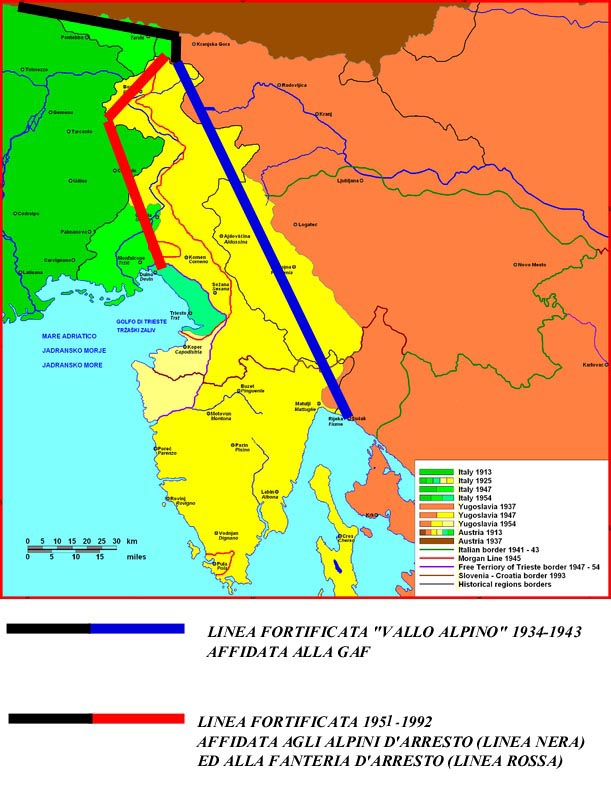
Linee fortificate sul confine orientale affidate alla GAF e agli Alpini d'arresto

## Ruolo
(Motto del 120° btg. f.arr. "Fornovo")
Durante gli anni della guerra fredda, nella situazione a schieramenti contrapposti Patto Atlantico - Patto di Varsavia venutasi a creare e che ha caratterizzato tutto il secondo dopoguerra sino alla caduta del muro di Berlino, l'Esercito italiano era orientato, soprattutto, alla difesa delle frontiere orientali. Piano di difesa concordato (ed anche finanziato) in accordo con la Nato in un quadro generale di opposizione ai paesi socialisti dell'est Europa. Le 25 brigate istituite nel 1975, progressivamente poi ridotte di numero (erano 19 nel 1991) erano sotto il comando operativo di corpi d'armata e di comandi di regione militare. In particolare, del V Corpo d'armata di Vittorio Veneto per le unità di prima schiera, del 4º Corpo d'armata alpino di Bolzano per le truppe alpine e del III Corpo d'armata di Milano per le unità della riserva di scacchiere, ai quali, in caso di crisi o di conflitto, si sarebbe sovraordinato il Comando delle forze terrestri alleate del Sud Europa di Verona, ente retto da un generale italiano. In quegli anni, la Fanteria d'arresto aveva il compito, in caso di attacco proveniente dagli ex Paesi dell'Est (Patto di Varsavia), di bloccare o comunque ritardare l'avanzata nemica, permettendo all'Esercito italiano di organizzarsi per la successiva difesa.
Lo scopo veniva raggiunto, in cooperazione con altri reparti mobili, con l'ausilio di fortificazioni permanenti, dette "opere", composte principalmente da cannoni anticarro (dette postazioni P), mitragliatrici (dette postazioni M), posti di osservazione e posti di comando.
Tali opere (vedi anche la voce bunker), costruite anche con fondi NATO, erano dislocate nel Friuli-Venezia Giulia e si estendevano dal confine con la ex Jugoslavia (ora Slovenia) sino al fiume Tagliamento, da est verso ovest e dal passo di Tanamea alla zona compresa fra la foce del Timavo e quella dell'Isonzo, da nord a sud.

Nella zona più a nord e seguendo il confine con l'Austria sino al Trentino-Alto Adige, operavano gli alpini, con appositi reparti di Alpini d'arresto fra cui i Btg. Val Tagliamento, Val Fella, Val Natisone, Val Cismon, Val Brenta e Val Chiese; per gli alpini le "opere" erano quasi tutte in caverna (scavate nella roccia) ed erano ricavate, previo aggiornamento, delle preesistenti del Vallo Alpino. Ogni "opera" era costituita da più P, M, posti di osservazione e comando e un gruppo di più "opere" costituiva uno "sbarramento".
La maggior parte delle fortificazioni (dette opere in pianura e sbarramenti in montagna) era costruita attorno o in prossimità degli assi stradali più importanti e di importanti ponti stradali o ferroviari (ad esempio il ponte della Delizia e Dignano).
Scopo principale della fortificazione permanente era di sostenere lo sforzo di contenimento e di contrasto contro un eventuale invasore da parte delle unità corazzate e meccanizzate. In sostanza, la fortificazione avrebbe dovuto servire a: contenere le forze avversarie e comunque a rallentarne il movimento; incanalarle lungo assi che avrebbero favorito l'intervento delle forze armate italiane; costituire perno di manovra per le unità mobili della difesa; difendere e tenere zone particolarmente importanti per la difesa o chiudere assi di penetrazione secondari, attraverso i quali potevano essere tentate manovre di aggiramento o di alleggerimento.

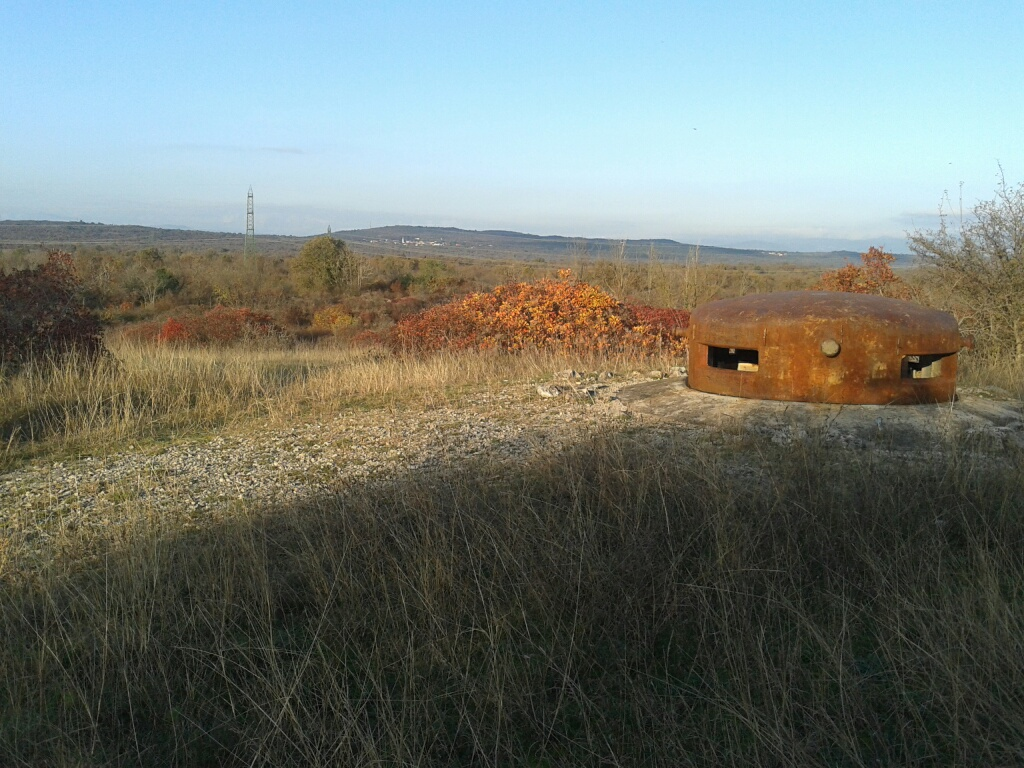
Fortificazione nei pressi di Doberdò

La composizione delle opere era molto variabile a seconda della zona in cui si trovavano, del compito loro affidato, del tipo di avversario che avrebbero dovuto contrastare (corazzato o motorizzato) e della morfologia del terreno. Unica eccezione è il complesso difensivo scavato in caverna della Galleria di Purgessimo unica opera assomigliante alle opere del Vallo Alpino in carico agli Alpini.
Grande uso venne fatto, per le postazioni di tipo P, della tecnica del cosiddetto "carro in vasca" e cioè l'uso di carri armati "interrati" in apposite grosse vasche di cemento armato, atte a contenerli; in questo modo emergeva dal livello del terreno la sola torretta del carro unica parte funzionante dello stesso. Queste torrette venivano mimetizzate in apposite strutture che potevano essere smontate in breve tempo per le necessità di eventuale utilizzo. Limitrofi alla vasca stessa c'erano altri locali accessori (sempre in cemento armato e interrati) per la vita della postazione quali: locale gruppo elettrogeno, deposito munizioni e locali per il personale a supporto. Il carro più usato per questo utilizzo fu lo M4 Sherman.
Per le postazioni di tipo M, invece, vennero molto utilizzate le casematte di tipo Panzernest interrate, armate di mitragliatrice MG 42 ed adeguatamente mimetizzate con coperture simili a baracche di tipo campale.
Con la fine della guerra fredda, la necessità di difendere la "porta di casa", la cosiddetta Soglia di Gorizia, perse in gran parte la sua valenza e tutte queste postazioni furono progressivamente smantellate: nel 1993 ne venne completata la dismissione.

## Reparti
Per quanto riguarda i reparti che ne facevano parte, questa era la situazione subito dopo la ristrutturazione dell'Esercito Italiano avvenuta nel 1975 - 1976:
- 33º Battaglione fanteria d'arresto "Ardenza"

Brigata meccanizzata "Gorizia" (dal 1986: Brigata corazzata "Vittorio Veneto") (da aprile 1991, fino allo scioglimento, novembre 1991: Brigata meccanizzata "Gorizia").
Dislocato a Fogliano Redipuglia era composto (al 1984) di quattro compagnie, dalla 1ª alla 3ª più una compagnia comando e servizi, più un distaccamento a Perteole.
Decorato di Ordine militare d'Italia, di due medaglie d'argento al valor militare e di una medaglia di bronzo al valor civile. Il battaglione festeggia la battaglia della Bainsizza (23 agosto 1917) dove si guadagna la medaglia d'argento al valor militare. Costituito il 5 maggio 1859, si scioglie il 30 novembre 1991 a Fogliano Redipuglia (GO).
Motto: "Col sacrificio la gloria".
Ultimo comandante: ten. col. Piermassimo Mazzuoli
Ultimo decano: mar. magg."A" : Francesco Ianieri
- 52º Battaglione fanteria d'arresto "Alpi"

Divisione fanteria "Mantova" (dal 1986: Brigata meccanizzata "Mantova")
Decorato di ordine militare d'Italia, medaglia d'oro, tre medaglie d'argento e tre di bronzo al valor militare e una al valore dell'esercito. Il battaglione festeggia la battaglia di Sidi Bilal in Libia (20 settembre 1912) dove si guadagna la medaglia d'oro al valor militare. In data 2 gennaio 1919 adotta la cravatta rossa, simbolo garibaldino, a ricordo dei Cacciatori delle Alpi dai quali discende. Costituito il 17 marzo 1859, viene sciolto il 31 marzo 1993 a Cividale del Friuli (Ud) e ricostituito con funzioni addestrative a Portogruaro (VE), dove si scioglie definitivamente il 31 agosto 1996.
Motto: "Obbedisco".
- 53º Battaglione fanteria d'arresto "Umbria"

Divisione meccanizzata "Folgore" (dal 1986: Brigata meccanizzata "Gorizia")
Decorato di Ordine Militare d'Italia, Medaglia d'Oro e tre Medaglie d'Argento al Valor Militare. Il battaglione festeggia la battaglia del Don in Russia (18 dicembre 1942) dove merita la medaglia d'oro al valor militare. Costituito il 16 aprile 1861, si scioglie il 31 marzo 1993 a Pavia di Udine (Ud).
Motto: "Sento in cuor l'antica Patria".
Il 53º btg. f. arr. "Umbria", costituitosi a Pavia di Udine il 1º ottobre 1976, deriva dal I Battaglione del 53º rgt. f.arr. "Umbria", che a sua volta era stato ricostituito a Jalmicco, frazione di Palmanova (UD) il giorno 1º luglio 1963.
In origine, il Reggimento fu costituito in Palermo il 16 aprile 1861.
Nel 1866 partecipò alla guerra contro l'Austria e nello stesso anno intervenne nella repressione delle insurrezioni in Sicilia (allora fu concessa alla bandiera la prima medaglia d'argento al valor militare).
Negli anni successivi, fino al 1870, partecipò in Sicilia alla repressione del brigantaggio e al soccorso delle popolazioni colpite dal colera.
Nella prima guerra mondiale il reggimento fu impegnato nel Cadore e successivamente, nel 1917, il III Battaglione nella zona tra il monte Spinoncia e la val Calcino.
Nella seconda guerra mondiale, nel giugno del 1940, il reggimento, inquadrato nella Divisione "Sforzesca", si schierò sulla linea di confine con la Francia. Su tale fronte si distinsero particolarmente il caporale Noè e il sergente Macrì, entrambi decorati di medaglia d'oro al valor militare.
Nel gennaio 1941 il Reggimento raggiunse il fronte greco-albanese ove si coprì di gloria in numerosi combattimenti. Su tale fronte venne concessa la medaglia d'oro al valor militare al maggiore Campana, comandante del III Battaglione e la seconda medaglia d'argento alla bandiera.
Nel 1942 venne inviato in Russia ove, a Jagodnij, ottenne la terza medaglia d'argento alla bandiera e per l'eroico comportamento durante il ripiegamento, la medaglia d'oro alla bandiera.
Decimato e sciolto, venne ricostituito il 13 maggio 1943 per partecipare alla seconda guerra mondiale.
Sciolto nuovamente alla fine della guerra il Reggimento, come sopra detto, è stato ricostituito il 1º luglio 1963 e ha assunto la denominazione di 53º Reggimento fanteria d'arresto "Umbria", inquadrato nella divisione di fanteria "Folgore".
- 63º Battaglione fanteria d'arresto "Cagliari"

Brigata meccanizzata "Gorizia"
Decorato di due croci dell'Ordine militare d'Italia, due medaglie d'argento, una medaglia di bronzo e una croce di guerra al valor militare. Il battaglione festeggia il combattimento di Polazzo (02/07/1915) dove si guadagna la medaglia d'argento al valor militare. Costituito il 1º agosto 1862 si scioglie il 30 novembre 1991 a San Lorenzo Isontino (Go).
Motto: "Procedere non recedere".
La Brigata "Cagliari" fu costituita il 1º agosto 1862 con il 63º e 64º Reggimento di fanteria. Durante la grande guerra la "Cagliari", dopo aver combattuto sull'Isonzo sugli Altipiani, verrà inviata in Macedonia nel luglio 1916, inquadrata nella 35ª Divisione del Generale Petitti di Roreto, prendendo parte alle operazioni belliche in quel difficile settore. Nel 1926, in applicazione dell'Ordinamento Mussolini-Cavallero, il Comando di Brigata e il 64º Reggimento fanteria furono disciolti, mentre il 63º Fanteria passò alla XXVI Brigata della Divisione di fanteria "Assietta". Il 5 aprile 1939 il Reggimento contribuì invece a riformare, con il ricostituito 64° e col 59º Reggimento artiglieria per divisione di fanteria, la Divisione di fanteria "Cagliari" (59^), che prese ovviamente parte alla II guerra mondiale, partecipando dapprima ai combattimenti sul fronte francese, e dal gennaio 1941 a quelli sul fronte greco-albanese. Destinata a presidiare il Peloponneso meridionale, la Divisione fu sciolta in conseguenza dei fatti che determinarono l'armistizio. Nel dopoguerra verrà poi costituito il 63º Battaglione Fanteria d'Arresto "Cagliari", erede delle tradizioni e della bandiera del 63º Reggimento, destinato al presidio delle opere fortificate al confine orientale, che sarà poi disciolto al pari di altri reparti della specialità nel 1991.
- 73º Battaglione fanteria d'arresto "Lombardia"

Divisione Ariete (dal 1986: 8ª Brigata bersaglieri "Garibaldi")
Decorato di Ordine militare d'Italia, medaglia d'oro, medaglie d'argento e una di bronzo al valor militare, una medaglia d'argento al valore dell'esercito. Il battaglione festeggia il combattimento di Boschini, Rubbia e Nad Logen sul Carso (12/08/1916) dove si guadagna la Medaglia d'Oro al Valor Militare. Dal 19 febbraio 1920 adotta la cravatta azzurra, simbolo di fedeltà, onore e valore, a ricordo dei "Granatieri di Lombardia" dai quali discende. Costituito il 1º dicembre 1859 si scioglie il 10 ottobre 1986 ad Arzene (PN).
Motto: "Acerrimus hostibus".
- 74º Battaglione fanteria d'arresto "Pontida" (quadro)
- 120º Battaglione fanteria d'arresto "Fornovo"

Brigata meccanizzata "Isonzo" (dal 1986: 8ª Brigata bersaglieri "Garibaldi")
Decorato di Ordine militare d'Italia, due medaglie d'argento e una medaglia di bronzo al valor militare e di una medaglia di bronzo al valor dell'esercito. Il battaglione festeggia il combattimento di Porte di Salton (15 giugno 1918) dove si guadagna la medaglia d'argento al valor militare. Costituito nel marzo del 1915 si scioglie il 30 novembre 1991 a Ipplis, frazione di Premariacco (UD).
Motto: "Più forte del destino".
Il 120º Battaglione fanteria d'arresto "Fornovo", costituitosi a Ipplis di Premariacco il 1º ottobre 1976, deriva dal III Battaglione del 52º rgt. f.arr. "Alpi", che a sua volta era stato ricostituito (come fanteria d'arresto) a Tarcento (Ud) il 1º luglio 1963. In origine, come 120º Reggimento fanteria "Emilia" fu costituito in Ravenna nel marzo del 1915, per partecipare alla prima guerra mondiale. Fu impegnato nella zona di Plava (dove meritò la prima medaglia di bronzo al valor militare) e successivamente, sul monte Nero, sul monte Mrzli e dopo la rotta di Caporetto, ritiratosi sempre combattendo sino a Fossalta di Piave (Ve), nella zona del monte Grappa.
Il 15 giugno 1918, alle porte di Salton, meritò alla bandiera la medaglia d'argento al valor militare, mentre il cap. Pantaleone Rapino venne decorato di medaglia d'oro al valor militare alla memoria.
Sciolto alla fine della grande guerra, venne ricostituito nel 1941 per partecipare alla seconda guerra mondiale: inquadrato nella 155ª Divisione Emilia, si schierò in Jugoslavia, con compiti di presidio.
Il 14 e 15 settembre 1943, difende con grande tenacia la piazza marittima di Cattaro, in Dalmazia, dall'attacco di soverchianti forze tedesche. Il I btg. si sacrifica al completo e permette al resto del 120° di imbarcarsi e di raggiungere le coste pugliesi. Per l'eroico comportamento viene decorato con una seconda medaglia di bronzo al valor militare e numerosi suoi militi vengono decorati con la medaglia d'oro al valor militare (cap. cpl. Edmondo Bruno Arnaud, cap. cpl. Arturo Maira, ten. col. spe Giuseppe Manzelli, sten cpl. Paolo Vannucci).
Dopo varie trasformazioni, viene sciolto nuovamente nel 1945, alla fine della guerra. Come sopra detto, è stato ricostituito il 1º ottobre 1976 con nuova fisionomia organica e ha assunto la denominazione di 120º Battaglione fanteria d'arresto Fornovo, inquadrato nella brigata meccanizzata Isonzo.

## Conclusione
Tutti questi reparti oggi non esistono più: la loro organizzazione consisteva fondamentalmente nei plotoni P.O. (presidio opere) e nei plotoni D.V. (difesa vicina).
Il plotone P.O. aveva come compito essenziale quello di raggiungere il più velocemente possibile l'opera ad esso affidata, di entrarvici e di presidiare la zona assegnata fino al sopraggiungere (eventuale) della brigata di rincalzo e contrattacco.
Il plotone D.V. composto da fucilieri assaltatori, aveva al contrario come compito quello di difendere l'opera esternamente dagli assalti dei guastatori nemici e, una volta contrastato il primo attacco, eventualmente rifugiarsi all'interno dell'opera.